# Смоленски рејон
Смоленски рејон (рус. Смоленский район) административно-територијална је јединица другог нивоа и општински рејон у западном делу Смоленске области, у европском делу Руске Федерације.
Административни центар рејона налази се у граду Смоленску који није у саставу рејона већ има статус засебног градског округа. Према проценама националне статистичке службе, на подручју рејона је 2014. живело 50.548 становника или у просеку 16,33 ст/км² (не рачунајући становништво града Смоленска).

## Географија
Смоленски рејон обухвата територију површине 2.894,98 км² и на 5. је месту по површини међу рејонима Смоленске области. Граничи се са Демидовским рејоном на северу, са Духовшчинским и Кардимовским на истоку, на југу су Починковски и Монастиршчински, а на западу Красњенски и Рудњански рејон.
Највећи део територије Смоленског рејона лежи на подручју Смоленског побрђа са просечним висинама између 230 и 250 метара. Највиши делови су на североистоку рејона, на подручју Духовшчинског побрђа где надморске висине расту до максималних 261 метар. Источни делови рејона припадају Витепском побрђу. Најнижи делови су долине уз токове Дњепра на истоку, Каспље на северозападу (уједно и најнижа подручја рејона 180—200 метара) и Сожа на југу. Језера су углавном ледничког порекла, а највећа су Каспља из којег отиче истоимена река и Купринско.
Квартарни седименти на побрђима сложене су структуре, моћности наслага од 80 до 120 метара. Северозападни делови су покривени наслагама моћног валдајског ледника (дебљине 40 до 60 метара). У површинским слојевима доминирају моренски елементи, песак и глина, на развођима лесне наслаге, а у дубљим слојевима доломит и лапорци. Доминирају углавном подзоласта земљишта са ниским садржајем хумуса (посебно на побрђима, до 2%).
Под шумама је око трећина територије, на северу доминирају четинарске борово-јелове шуме, док су у нижим пределима на југу јелове шуме измешане са листопадним дрвећем (посебно брезом).

## Историја
Рејон је успостављен 1929. године спајањем Гриневског, Катињског и Кардимовског рејона.
Двадесетак километара западно од Смоленска налази се село Катињ (рус. Ка́тынь) у чијој близини су припадници совјетске тајне службе НКВД 5. марта 1940. побили више стотина пољских грађана, а сам догађај је касније постао познат као Катињски масакр.

## Демографија и административна подела
Према подацима пописа становништва из 2010. на територији рејона је живело укупно 44.964 становника, а око трећина популације је живела у административном центру. Према процени из 2014. у рејону је живело 50.548 становника, или у просеку 16,33 ст/км².
| 1959. | 1970. | 1989.  | 2002.  | 2010.  | 2014.   |
| ----- | ----- | ------ | ------ | ------ | ------- |
| ---   | ---   | 50.620 | 47.281 | 44.964 | 50.548* |

Напомена: према процени националне статистичке службе.
Административно, рејон је подељен на 19 сеоских, а на његовој територији постоји укупно 436 насељених места. Административни центар рејона налази се у граду Смоленску који није саставни део рејона, већ има статус града обласне субордницаије, односно градског округа Смоленске области (такав статус има једино још град Десногорск у области).
Градски округ града Смоленска обухвата територију од 166,35 км² и на том подручју је према проценама за 2014. живео 330.961 становник.

## Привреда и саобраћај
Најважнији извор прихода је пољопривредна производња, а посебно млечно говедарство и живинарство, те узгој поврђа.
Саобраћајна мрежа преко територије Смоленског рејона је веома густа. Туда пролазе железничке трасе Москва–Минск, Орел–Рига, Смоленск–Спас Деменск (Калушка област). Паралелно са железничким пролазе и друмски правци међународног значаја, а на северозападу долином Каспље пролази магистрални друм републичког значаја Ољша–Демидов–Велиж–Усвјати (Псковска област). Око града Смоленска саграђена је друмска обилазница.